# Ivanteevka
Huyện Ivanteevka (tiếng Nga: ? райо́н) là một huyện hành chính tự quản (raion), của Tỉnh Moskva, Nga. Huyện có diện tích 12 kilômét vuông, dân số thời điểm ngày 1 tháng 1 năm 2000 là 51100 người. Trung tâm của huyện đóng ở Ivanteevka.